# Ivar de Waterford
Ivar de Waterford (irlandês: Puirt Láirgi; nórdico antigo: Ívarr) (m. 1000) foi um caudilho hiberno-nórdico, rei viquingue de Waterford pelo menos desde 969 até sua morte no ano 1000. Possivelmente também governou sobre o reino de Dublim (c. 989 – 993), e com segurança entre 994 – 995, quando regressou depois da expulsão da cidade por Sigtrygg Silkbeard em 993.
Devido a sua relação com o contemporâneo Ivar de Limerick, existe verdadeiro desconcerto e confusão entre ambas figuras históricas. O parentesco de Ivar de Waterford é incerto, ainda que Clare Downham argumenta que suas reivindicações para Dublim e os nomes de filhos e netos sugere que pertenceu à dinastia Uí Ímair. Em 1867 James Henthorn Todd sugeriu que era filho de outro Ímar, morto em batalha contra Ruaidrí ua Canannáin em 950, e assume que é filho do poderoso Ragnall ua Ímair, monarca do Reino da Nortúmbria que ocupou Waterford e assolou Munster na segunda década do século X dantes de ocupar Iorque. Ivar de Waterford teve filhos e netos com o nome Ragnall. Mary Valante está de acordo com esta versão.

## Vida

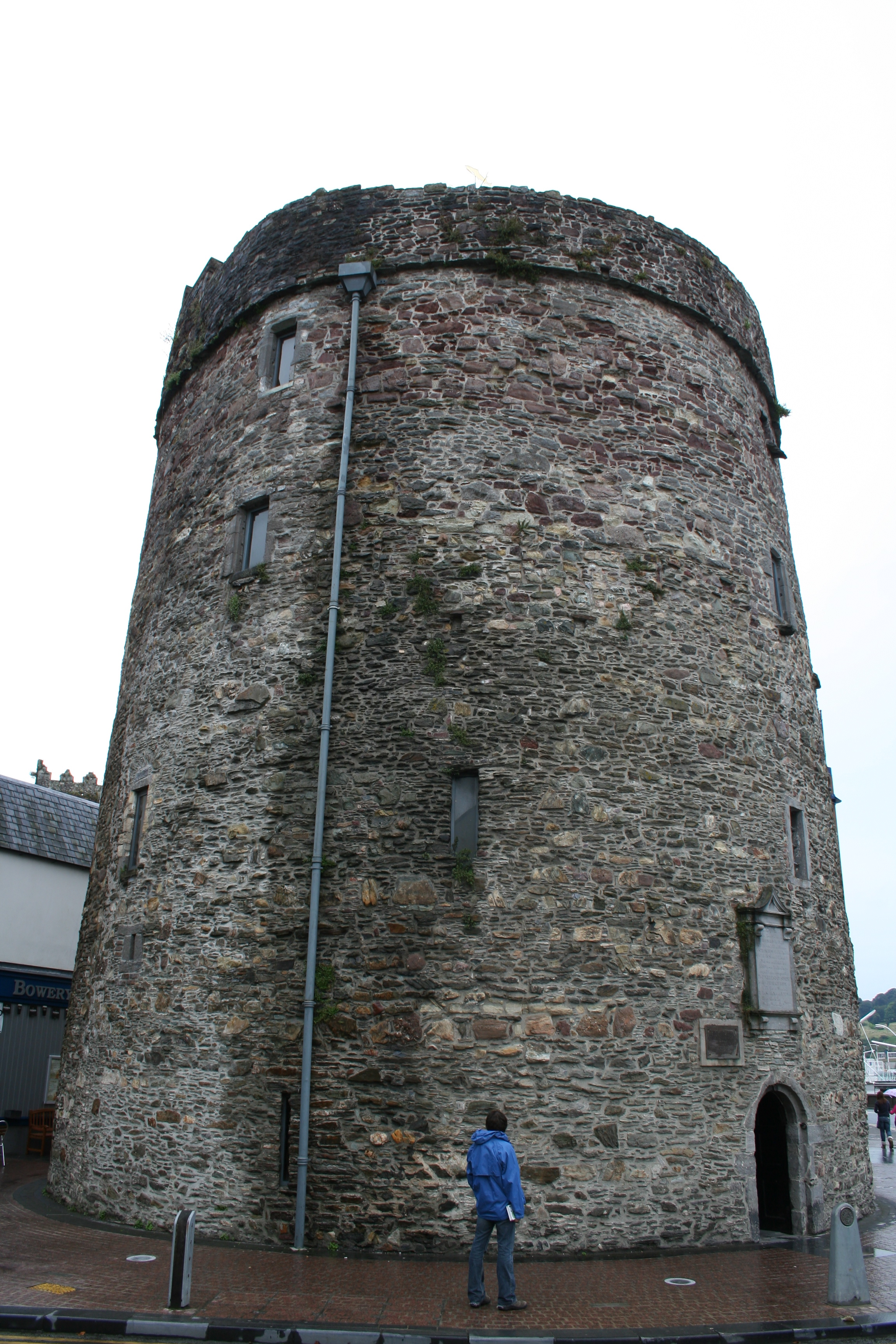
Torre de Reginald em Waterford, supostamente construída por um dos filhos de Ivar ou seus descendentes. Parte da construção superior é obra dos normandos que governaram posteriormente.

Os anais irlandeses oferecem uma ampla informação sobre a vida de Ivar, desde sua primeira menção em 969 aliado, entre outras partes, com Mathgamain mac Cennétig da dinastia Dál gCais, para defender Osraige contra o ataque de Murchad mac Finn, rei de Leinster. Não obstante, durante a década posterior desconhecem-se suas actividades nas fontes contemporâneas, até a morte de Amlaíb Cuarán, rei de Dublín em 980–1. O historiador Alex Woolf argumenta que Ivar poderia ter assumido o papel de defensor e líder da resistência hiberno-nórdica em frente a Máel Sechnaill mac Domnaill, que derrotou a Amlaíb na batalha de Tara em 980 subyugando ao reino de Dublín baixo o reinado de Glúniairn, filho de Amlaíb. Em 982 Ivar saqueou Kildare no território de Máel Sechnaill. Ao ano seguinte une suas forças com o rei de Leinster Domnall Claen numa grande batalha contra Máel Sechnaill e Glúniairn, na qual sua facção sofre uma derrota e onde muitos morreram, junto a seu filho Pátraic Gilla e outros nobres relevantes. Máel Sechnaill então devolveu o golpe devastando Leinster. Um ano mais tarde em 984 Ivar aparece como suposto aliado de Brian Boru (sucessor de Mathgamain), e junto aos irmãos Maccus e Gofraid mac Arailt, se desentienden de sua aliança com Leinster e lembram atacar esse reino e também o reino de Dublín. Segundo Clare Downham, "seus exércitos unidos devastam a região mas não parece que chegaram a conquistar Dublín". também sugere que a longa aliança da dinastía de Ivar com os Dál gCais pôde aupar a Brian em sua posterior tentativa de dominar Irlanda, e oferece evidências de uma aliança similar com Osraige.
Nove anos depois em 993 os Anales de Inisfallen mencionam que foi expulso de Dublim, possivelmente depois de reinar desde 989 à morte de Glúniairn por seu irmão Sigtrygg Silkiskegg, ainda que segundo os Anais dos quatro mestros foi possível "pela intercesão dos santos". Um ou dois anos mais tarde em 994 ou 995 se encontra a Ivar como autor da expulsão Sigtrygg de seu reinado. Mas seu poder foi breve já que Sigtrygg regressou e forçou-lhe a abandonar o trono em 995. No entanto, os Anais de Clonmacnoise informam de uma série de acontecimentos que diferem afirmando que "Hymer reinou em Dublim após Awley. Randolphe [filho de Ivar] foi assassinado pelos homens de Leinster, Hymer escapou e Gittrick governou Dublim em seu lugar." A realçar que os anais ignoram o reinado de Glúniairn e a Ivar não se lhe menciona em nenhuma outra fonte pelo que a cita pode ser uma confusão.
A última atividade de Ivar foi uma incursão nos territórios da dinastia Uí Cheinnselaig em Leinster (998), onde seu exército perdeu alguns homens e grande parte de sua cavalaria. Os anais reportam sua morte dois anos mais tarde, mas não mencionam a causa.
Segundo Geoffrey Keating em sua História de Irlanda (c. 1634), baseando-se em anais e outras fontes, Ivar em algum momento uniu suas forças com Domnall mac Fáelain, rei de Déisi Muman, para invadir a província de Munster, saqueando a maior parte do território antes de ser derrotado por Brian Boru, quem queimou Waterford em represália. Não existe menção de uma aliança prévia ou posterior entre Ivar e Dál Cais.
Alex Woolf, sugere que também pôde estar implicado em atividades fora de Irlanda, ao sudoeste de Inglaterra segundo se reporta na crônica anglo-saxã. Ditas entradas não mencionam a um líder em particular mas Ivar foi o mais ativo caudilho hiberno-nórdico do momento.

## Herança
Muito provavelmente, Ivar era um dos netos de Ragnall ua Ímair. Os nomes de suas esposas não se conhecem mas uma delas foi filha de Donnubán mac Cathail, rei de Uí Fidgenti, provavelmente filha ou neta de Ivar de Limerick. Outra esposa pôde ser filha do rei de Osraige, possivelmente Gilla Pátraic mac Donnchada.
Seus descendentes foram:
- Gilla Pátraic (m. 983) – seu nome associa-se com a dinastía de Osraige e uma identidade cristã
- Ragnall mac Ímair (m. 995).[32]

Filho: ? mac Ragnaill (m. 1015).
- Donndubán (m. 996)
- Radnall mac Ímair, rei de Waterford (m. 1018) – sucessor de Ivar.[32]

Filho: Ragnall mac Radnaill, rei de Waterford (m. 1031).
- Sihtric mac Ímair, rei de Waterford (m. 1022).[32]

Filho: Amlaíb mac Sitriuc (m. 1034). Alguns historiadores identificam-no com Olaf Sigtryggsson, rei de Mann.